# Лопатоніг південний
Лопатоніг південний (Scaphiopus couchii) — вид земноводних з роду Лопатоніг родини Лопатоноги. Інші назви «барліговий лопатоніг», «лопатоніг Кауча» (на честь американського натураліста Даріуса Кауча).

## Опис
Загальна довжина досягає 7-9 см. Очі мають вертикальні зіниці. Слухової мембрани не видно. На задніх лапах є ороговілі вирости — «лопати», якими лопатоніг південний швидко риє землю, зариваючись у м'який ґрунт за кілька секунд.
Основний колір сіруватий або піщаний з відтінками від зеленого до жовтого, з більш темними зеленими або жовтими плямами.

## Спосіб життя
Полюбляє посушливі та пустельні місцини. Значний час проводить в норах (своєрідних барлогах) завглибшки до 2-4 м, щоб уникнути перегріву і висихання. Звідси походить одна з назв цієї амфібії. Іноді сидить у норах 11 місяців на рік. Активна вночі. Живиться безхребетними.
Розмножується у період дощів у тимчасових водоймах, які з'явилися після дощу. Якщо дощів мало, то може пропустити сезон-другий. У посушливий рік розмножується тільки одну ніч. Голоси у самців виключно гучні, їх можна почути за декілька кілометрів. Пуголовки з'являються з ікри через 24 години і ще через 6-9 днів перетворюються на маленьких жабенят.

## Розповсюдження
Мешкає південно-східній Каліфорнії, Аризоні, Нью-Мексико, південно-східному Колорадо, Оклахомі, Техасі (США), Наяріті, Сакатекас, Сан-Луїс-Потосі і північному Веракрусі (Мексика).